# Quitclaim
Een quitclaim is een overeenkomst tussen een filmproducent en figurant (vandaar ook wel: figurantenovereenkomst), of tussen een fotograaf en model.
In zo'n overeenkomst geeft de figurant of geportretteerde zijn toestemming voor de gemaakte opnamen en verklaart hij af te zien van het portretrecht (Nederland), recht op afbeelding (België) of soortgelijke regelgeving elders.
Bij een acteur staan deze verklaringen vaak al in een andere overeenkomst, die al voor aanvang van de opnamen getekend is.